# Абсолютний Зелений Ліхтар
«Абсолю́тний Зеле́ний Ліхта́р» (англ. Absolute Green Lantern) — серія коміксів про Зеленого Ліхтаря, що видається DC Comics. Вона пропонує нове осмислення міфології Зеленого Ліхтаря в межах альтернативного всесвіту. Сценаристом виступив Ал Юінґ, художником — Джаной Ліндсі. Перший випуск побачив світ 2 квітня 2025 року як частина лінійки Absolute Universe (AU). Це шоста серія в межах цього імпринту, а також завершальна в другій хвилі релізів після Absolute Martian Manhunter.
Сюжет обертається навколо чотирьох Зелених Ліхтарів, які намагаються з’ясувати причину катастрофи після падіння гігантського Ліхтаря, що зруйнував місто й викликав масову паніку.

## Історія публікації
Уже в липні 2024 року Ал Юінґ працював над новою серією коміксів про Зеленого Ліхтаря для імпринту Absolute Universe (AU) від DC Comics. Проєкт отримав назву Absolute Green Lantern, а художником став Джаной Ліндсі. Серія почала виходити у квітні 2025 року.
Юінґ описав комікс як горор-історію, що тематично перегукується з його попередньою роботою над The Immortal Hulk. Основною темою виступає страх перед невідомим — із глибокими алюзіями на релігійний та космічний горор, а також роздуми про природу Бога.
Головною героїнею було обрано Соджорнер Маллін (Джо), оскільки, за словами Юінґа, він і так занадто часто пише про «середньовічних чоловіків». На вибір також вплинуло його захоплення серією Far Sector авторства Нори Кейти Джемісін, у якій Джо вперше з’явилась.

## Сюжет
Сюжет серії зосереджений на Джо Маллін, Галі Джордані, Джоні Стюарті та Ґаї Ґарднері, які опиняються в центрі подій після того, як гігантський Зелений Ліхтар падає з неба й знищує ціле місто, породжуючи хвилю паніки та параної серед населення.

## Головні герої
- Соджорнер (Джо) Маллін
- Гал Джордан
- Джон Стюарт
- Ґай Ґарднер